# Anthracothecium prasinum
Anthracothecium prasinum är en lavart som först beskrevs av Eschw., och fick sitt nu gällande namn av R. C. Harris. Anthracothecium prasinum ingår i släktet Anthracothecium och familjen Pyrenulaceae.   Inga underarter finns listade i Catalogue of Life.